# Causey (Durham)
Causey – wieś w Anglii, w hrabstwie Durham. Leży 16 km na północny zachód od miasta Durham i 391 km na północ od Londynu.